# Nikolaus Gross
Nikolaus Gross (alemão: Groß) (30 de setembro de 1898 - 23 de janeiro de 1945) foi um católico romano alemão. Gross primeiro trabalhou em artesanato que exigia mão de obra qualificada antes de se tornar um mineiro de carvão como seu pai, ao ingressar em uma série de movimentos sindicais e políticos. Mas ele logo decidiu se tornar jornalista antes de se casar, enquanto a Segunda Guerra Mundial o levava a se tornar um lutador da resistência na época do Terceiro Reich e por sua retórica anti-violenta e abordagem para se opor a Adolf Hitler. Ele também foi um dos implicados e presos pela tentativa de assassinato de Hitler, apesar de não estar envolvido.
Sua causa de santidade viu reconhecer que Gross havia morrido em 1945 "in odium fidei" (em ódio à fé), o que permitiu ao Papa João Paulo II presidir a beatificação do jornalista assassinado em 7 de outubro de 2001 na Praça de São Pedro.

## Vida

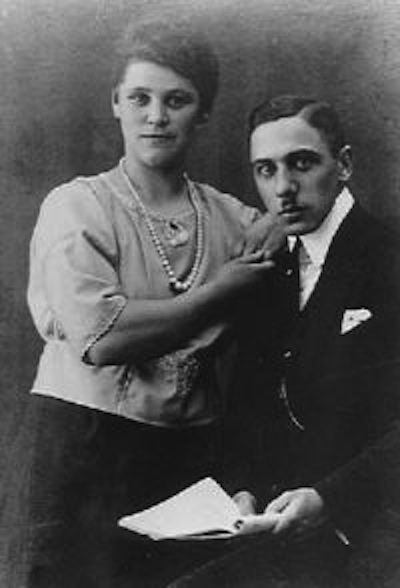
Nikolaus e sua esposa Elisabeth

Nikolaus Gross nasceu em Niederwenigern em 30 de setembro de 1898 filho de um mineiro; ele foi batizado em 2 de outubro e frequentou a escola católica local de 1905 a 1912.
Gross trabalhou pela primeira vez em um laminador de chapa grossa como moedor (1912–15) e depois como minerador de carvão, como seu pai antes dele, de 1915 a 1920. Em junho de 1917, juntou-se ao Sindicato dos Mineiros Cristãos e em 1918 a um movimento político cristão. Em 6 de junho de 1919 ingressou na Associação dos Mineiros de Santo Antônio.
Ele continuou sua educação em cursos noturnos no Volksverein für das katholische Deutschland e em 1920 desistiu de seu emprego como mineiro e trabalhou para o Sindicato dos Mineiros Cristãos ("Gewerkverein Christlicher Bergarbeiter") em Oberhausen como secretário de julho de 1920 até Junho de 1921. De julho de 1921 a maio de 1922, ele foi editor assistente do jornal sindical conhecido como "Bergknappen" em Essen. De junho de 1922 a outubro de 1922, foi secretário sindical em Waldenburg, na Baixa Silésia, e depois em Zwickau e depois em (dezembro de 1924 a dezembro de 1926) Bottrop. Em janeiro de 1927, ele mudou de emprego para se tornar o editor assistente do Westdeutsche Arbeiterzeitung, que era o órgão organizacional do Katholische Arbeitnehmer-Bewegung ("Movimento dos Trabalhadores Católicos" ou K.A.B.) antes de se tornar o editor geral em 1929. O Westdeutsche Arbeiterzeitung se destacou como um jornal crítico dos nazistas. Após as eleições de março de 1933, o jornal foi proibido por três semanas. No início de 1935, o jornal tinha o nome de Kettelerwacht e foi banido de uma vez por todas em 19 de novembro de 1938, mas ele continuou a publicar uma edição underground para expor as mentiras da propaganda. Gross assumiu a liderança da K.A.B. de Düsseldorf, pois sua secretária foi chamada para a Wehrmacht. Suas atividades estavam ligadas a viagens que seriam uma ajuda para ele em suas próximas atividades de resistência. Ele também representou a K.A.B. em conferências católicas.
Ele tinha bons amigos da KAB, bem como sindicatos e políticos cristãos, e todos discutiam alternativas ao regime nazista no chamado Círculo de Colônia, que se reunia no centro da KAB, chamado Kettelerhaus em Colônia, no máximo em 1942. Este grupo trabalhou com aqueles em Berlim sobre Carl Friedrich Goerdeler e participou de seus planos pessoais para o período após a saída de Adolf Hitler, caso isso tivesse acontecido.
Gross mais tarde ficou noivo de Elisabeth Koch (11.03.1901-21.02.1971) e os dois se casaram mais tarde em 24 de maio de 1923. A dupla teve sete filhos: 
- Nikolaus Heinrich (1925-2005)
- Bernhardine Elisabeth (1926-2015)
- Marianne (1927-2020)
- Liesel (1929-2001)
- Alexander (1931-2019)
- Bernhard (1934-2019)
- Helene (nascida em 1939) [2]

Em 1940, ele suportou interrogatórios e buscas domiciliares, pois era monitorado na época. Em 12 de agosto de 1944, ele foi preso por volta do meio-dia em conexão com o plano fracassado para matar Hitler na Toca do Lobo, na Prússia Oriental. Ele foi levado primeiro para Ravensbrück e depois para Berlim na prisão de Tegel (a partir de setembro de 1944), onde sua esposa o visitou duas vezes e relatou a tortura feita a uma mão e a ambos os braços. Da prisão, ele enviou cartas para sua esposa, incluindo a carta de despedida, momentos antes de morrer. Em 15 de janeiro de 1945, foi condenado à morte no Volksgerichtshof ( Roland Freisler o condenou) e foi enforcado em 23 de janeiro de 1945 na prisão de Plötzensee em Berlim. Seus restos mortais foram cremados e suas cinzas foram espalhadas em uma estação de esgoto. Ele morreu logo depois do Servo de Deus Eugen Bolz que estava preso na mesma prisão. 

## Beatificação e outras honras

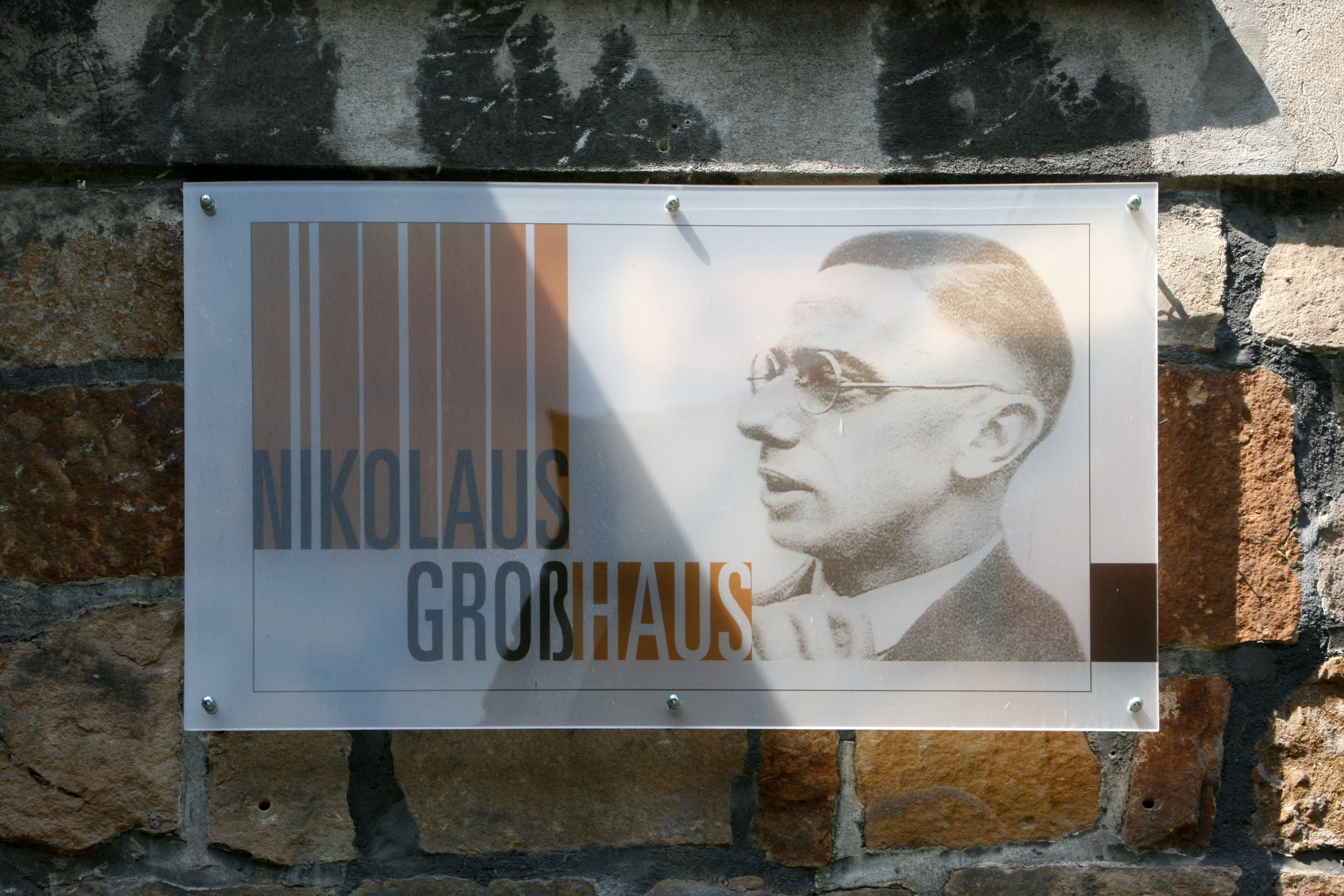
Placa no Nikolaus-Groß-Haus (museu) em Niederwenigern

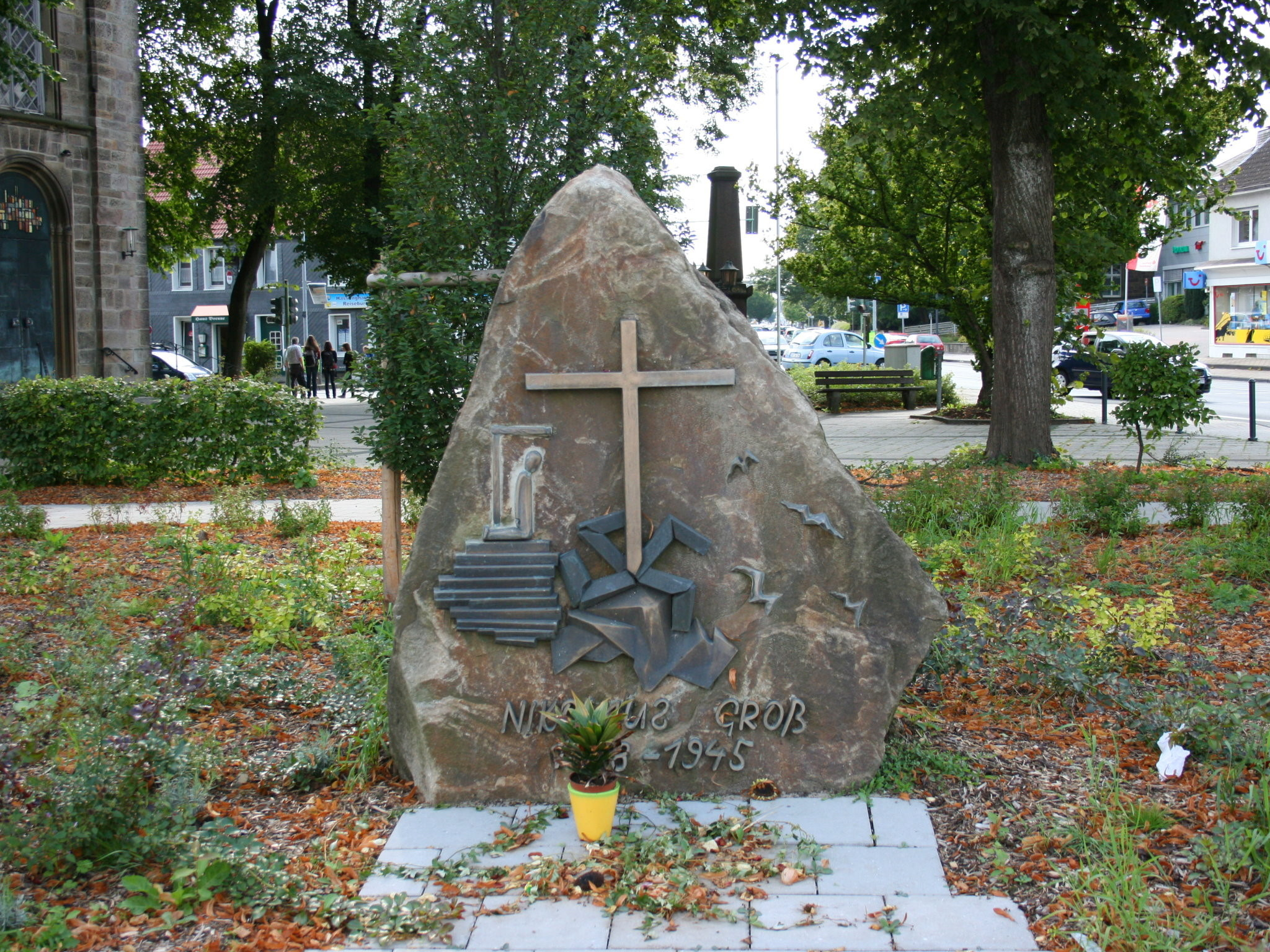
Memorial de Nikolaus Groß em Sprockhövel - Haßlinghausen.

O processo de beatificação começou em 19 de janeiro de 1988 depois que a Congregação para as Causas dos Santos emitiu o oficial " nihil obstat " para a causa e intitulou Gross como um Servo de Deus; mas demoraria uma década até que a verdadeira fase diocesana de investigação fosse aberta na diocese de Essen em 12 de novembro de 1996, que mais tarde se encerraria em 12 de outubro de 1997. A C.C.S. validou a fase diocesana em Roma em 13 de novembro de 1998 e recebeu o dossiê Positio em 2000 para investigação. Os teólogos aprovaram o conteúdo do dossiê em 25 de maio de 2001, assim como os membros da C.C.S. em 3 de julho de 2001. O Papa João Paulo II confirmou em 7 de julho de 2001 que Gross foi morto "in odium fidei" (em ódio à fé) e assim beatificou Gross na Praça de São Pedro em 7 de outubro de 2001.
A atual postuladora da causa (desde 1996) é a Dra. Andrea Ambrosi.
Existe um museu dedicado a Nikolaus Gross em Niederwenigern. Em 1948, uma rua em Colônia foi nomeada em sua homenagem e ruas foram nomeadas em sua homenagem em lugares como Berlim, Dortmund, Bocholt, Vreden, Fulda, Dinslaken, Paderborn, Bergkamen, Dülken, Mönchengladbach, Oberhausen e Essen, entre outros. As escolas foram nomeadas em sua homenagem em Colônia, Essen, Bottrop, Menden, Lebach e Lünen, entre outros. Uma capela foi dedicada a ele em 10 de outubro de 2004 e uma lápide em Gelsenkirchen-Buer em 26 de outubro de 2003.